# Smålands runinskrifter 1
Sm 1 är en runsten som står på Aringsås kyrkogård, Alvesta i Småland.
År 1691 stod stenen enligt uppgift på en gravhög nordväst om kyrkan och den flyttades i slutet av 1700-talet till kyrkogården. Troligen höggs G med ett inneslutet A in på stenen i samband med flytten. Om GA står för Gustav IV Adolf skedde detta tidigast 1792 då han blev kung. Enligt Runverket restes stenen 1966 på grässlänten invid kyrkogårdsmuren och ett par meter från en grusgång.
Inskriften är det äldsta belägget på folklandsnamnet Värend, i form av det runsvenska adjektivet virðskr i dativ singularis maskulinum virðskum (normaliserad form).

## Inskriften
Inskriften är skadad och svårläst, speciellt på runstenens vänstra sida, vilket medfört flera tolkningar. Riksantikvarieämbetets söktjänst Runor, som bygger på Samnordisk runtextdatabas, har följande två tydningar:
Translitterering av runraden:
[uih]i[k]utr : resti : sten (:) ef(t)r : ru[mu]nt : faþ[ur : sin] : (k)uþ : hialbi : selu : bunta : uirskum : hiuk : askutr : [þuni]
Normalisering till runsvenska:
Vigniutr(?) ræisti stæin æftiʀ Hromund(?), faður sinn. Guð hialpi salu! Bonda virðskum hiogg Asgautr runaʀ/Þunni(?).
Översättning till nusvenska:
Vignjut(?) reste stenen efter Romund(?), sin fader. Gud hjälpe själen. Åt den värendske bonden högg Åsgöt Tunne(?) runorna.

Translitterering av runraden:
[uih]i[k]utr : resti : sten (:) ef(t)r : ru[mu]nt : faþ[ur : sin] : (k)uþ : hialbi : selu : bunta : uirskum : hiuk : askutr : [þuni]
Normalisering till runsvenska:
Vigniutr ræisti stæin æftiʀ Hromund, faður sinn - Guð hialpi salu! - bonda virðskum. Hiogg Asgautr runaʀ.
Översättning till nusvenska:
Vignjut reste stenen efter Romund sin fader, den värendske bonden. Gud hjälpe själen! Åsgöt högg runorna.